# مرکز خرید یورک دیل
مرکز خرید یورک دیل (انگلیسی: Yorkdale Shopping Centre) یک مرکز خرید عمده خرده‌فروشی در ناحیه نورث یورک تورنتو، انتاریو، کانادا است. واقع در تقاطع بزرگ‌راه ۴۰۱ انتاریو و جاده آلن در سال ۱۹۶۴ به عنوان بزرگترین مرکز خرید سرپوشیده در جهان افتتاح شد.